# Hôtel de Ville (Sélestat)

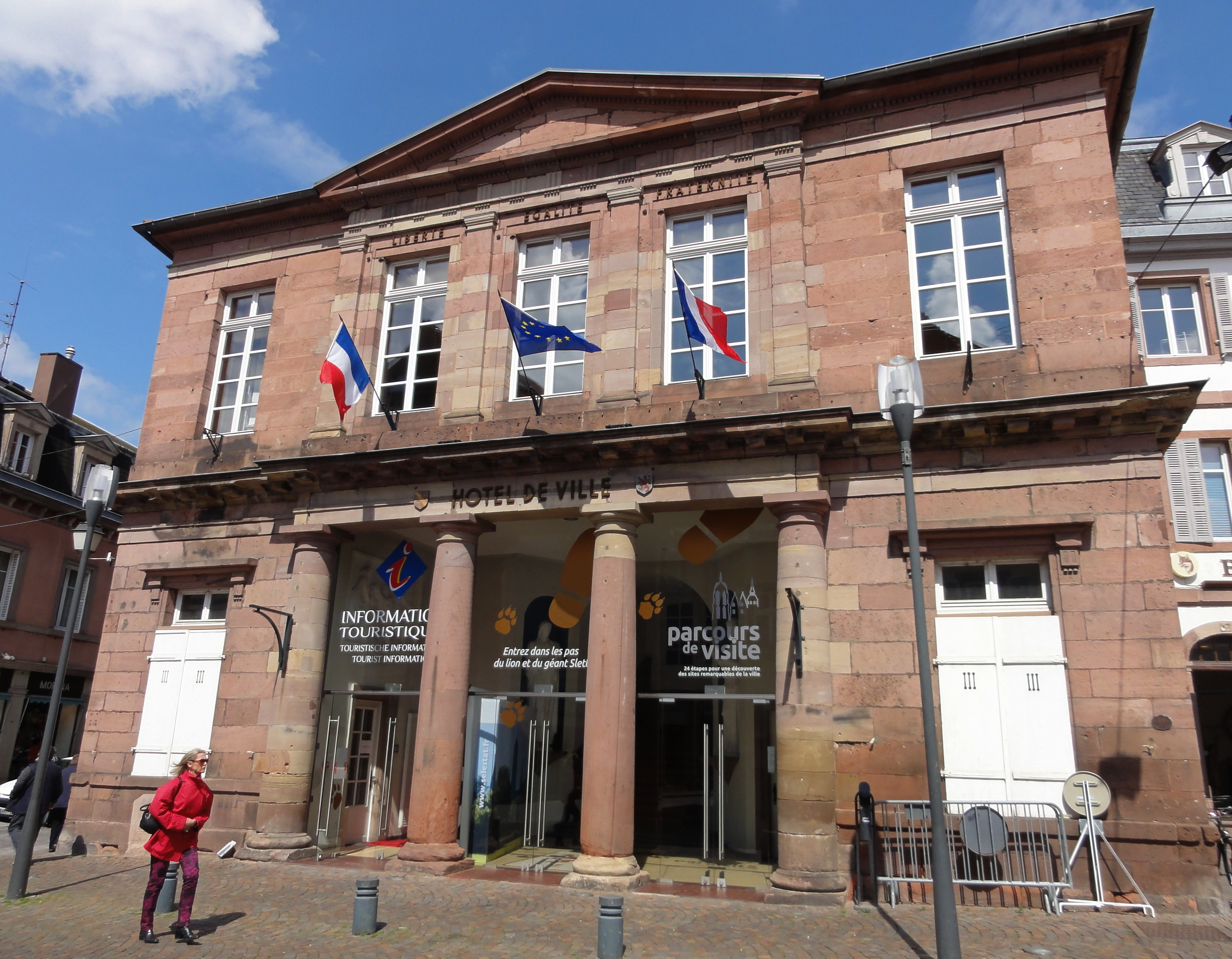
Hôtel de Ville in Schlettstadt

Das Hôtel de Ville (deutsch Rathaus) in Schlettstadt, einer französischen Stadt im Département Bas-Rhin in der Region Elsass, wurde 1787/88 errichtet. Das Hôtel de Ville an der Place d’Armes Nr. 9 ist seit 1937 als Monument historique klassifiziert.
Das zweigeschossige Gebäude aus rotem Sandstein wurde nach Plänen des Stadtbaumeisters Joseph-Ignace Gouget errichtet. Der Vorgängerbau aus den Jahren 1425/26 wurde 1779 abgerissen. Der repräsentative Eingang mit vier Säulen ist bemerkenswert.